# Grabiszynka
Grabiszynka – potok przepływający przez wrocławskie osiedle Grabiszyn-Grabiszynek;  do roku 1945 nosił niem. nazwę Floßgraben.

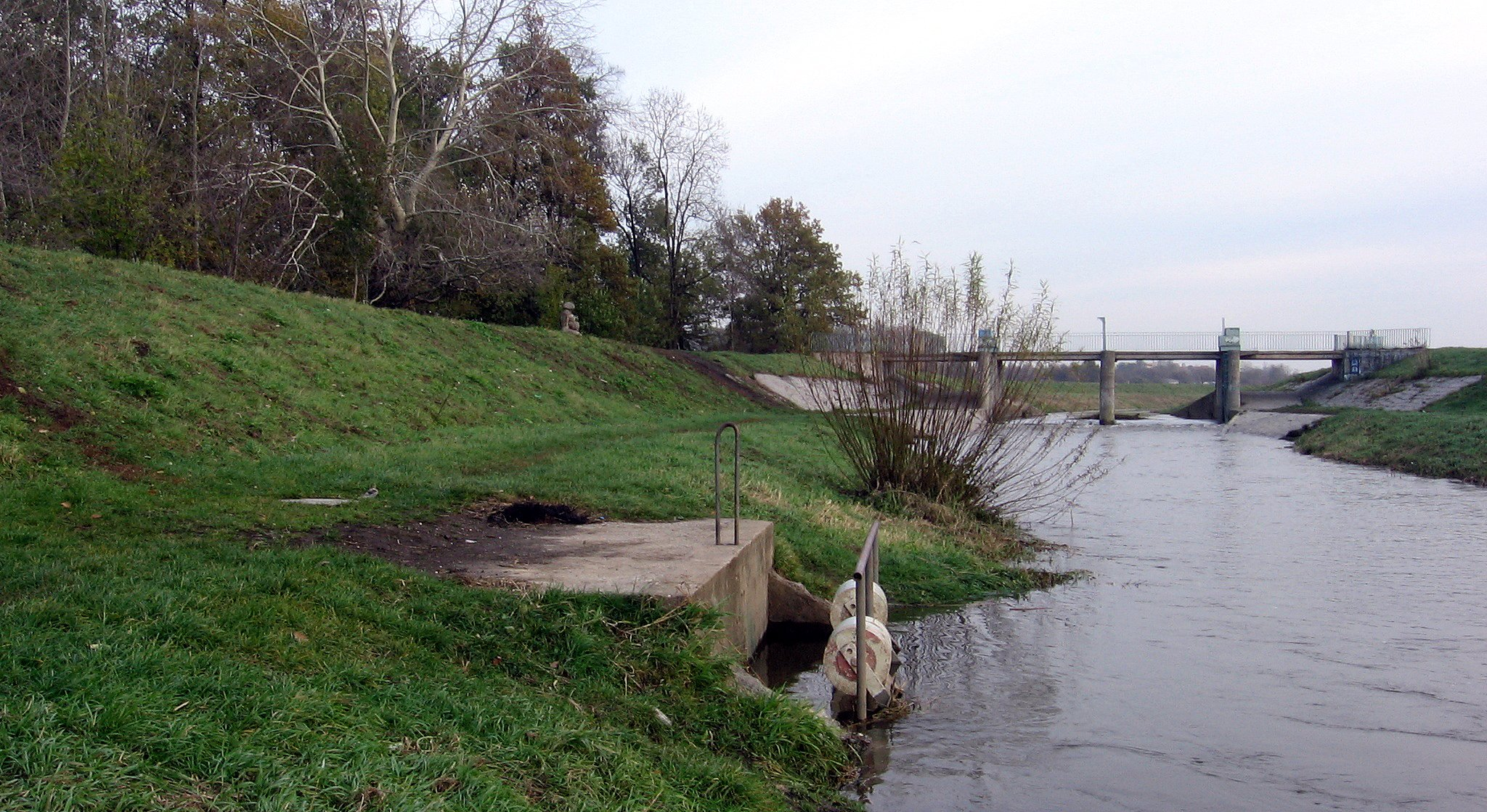
Ujście Grabiszynki do Ślęzy; w tle widoczna Kładka Oporowska

Obecnie wypływa (na powierzchnię) w kierunku północno-zachodnim w pobliżu skrzyżowania ulic Racławickiej i Skarbowców (51°04’53, 120 m n.p.m.) u podnóża wzgórza zwanego „Małą Sobótką”, następnie płynie przez ogródki działkowe i park wzdłuż ulic Ogrodowej i Ślusarskiej, skręcając na zachód i południowy zachód, a potem wzdłuż ul. Romera na południe; wpływa do Ślęzy (16°58’42”, 118 m n.p.m. jest jej prawostronnym dopływem) przy kładce Oporowskiej. Całkowita długość potoku wynosi obecnie około dwóch kilometrów.